# ارتش دامبلدور
ارتش دامبلدور (به انگلیسی: Dumbledore's Army)، یک سازمان خیالی است که در مجموعه داستان‌های هری پاتر وجود دارد. این تشکیلات دانش آموزی به دنبال بی توجهی وزرات سحر و جادو به بازگشت ولدمورت و جهت ایجاد آمادگی دفاعی دانش آموزان مدرسه تأسیس شد. نام این سازمان توسط جینی ویزلی انتخاب شد و پیشنهاد ساخت این گروه و آموزش هری به بقیه دانش آموزان پیشنهاد هرماینی گرنجر بود. در کتاب این مکان توسط دابی کشف شد و در فیلم توسط نویل لانگ‌باتم کشف شد. که در کتاب در آخر توسط دوست چو چانگ ارتش دامبلدور  لو رفت و در فیلم توسط چو چانگ گروه الف دال لو رفت و همین اتفاق باعث از بین رفت عشق و علاقه هری پاتر و چو چانگ شد.
این ارتش را هری پاتر و رادوین افسرده برای آموزش دفاع دربرابر جادوی سیاه به بقیه راه اندازی کردند.

## پیشینه
این سازمان که برای نخستبین بار در کتاب هری پاتر و محفل ققنوس و به دست گروهی از دانش آموزان و در راس آن‌ها هری پاتر و رادوین افسرده تأسیس شد سازمانی برای آموزش دفاع شخصی به اعضای آن است. علت اصلی ایجاد آن روی کار آمدن معلمی نالایق به نام دلورس آمبریج برای درس دفاع در برابر جادوی سیاه بود که درس را به حد تئوری خلاصه کرده بود و اجازه ی تمرین عملی نمی داد. در حقیقت وزارت سحر و جادو از وحشت اینکه دامبلدور قصد آشوب دارد با فرستادن این معلم قصد داشت دانش آموزان را از لحاظ مبارزه ای و دفاعی ضعیف نگه دارد.
نام این سازمان به افتخار آلبوس دامبلدور و به پیشنهاد جینی ویزلی یکی از شخصیت‌های داستان هری پاتر انتخاب شده‌است اما خود شخص دامبلدور هیچ نقشی در آن نداشته‌است.
در کتاب هفتم و آخر، هری پاتر و یادگاران مرگ، اعضای ارتش دامبلدور نقشی فعال در نبرد هاگوارتز و بیرون نگه داشتن ولدمورت از مدرسهٔ هاگوارتز دارند.

## چو چانگ
چو چانگ(به انگلیسی: Cho Chang)  شخصیت داستان هری پاتر نوشته جی کی رولینگ است که در مدرسه هاگوارتز و در گروه ریونکلا قرار دارد و یک سال از خود هری پاتر بزرگ‌تر است.
چو چانگ دختری بلند قامت و زیبا رو است که موهای سیاه و چشمان آسیایی دارد.
چو شخصیتی اجتماعی دارد و به همین سبب دوستان زیادی دارد … وی جستجوگر تیم کوییدیچ ریونکلا است و همچنین به تیم حرفه‌ای کوییدیچ تورنادو علاقه دارد.
اسم او بر این شاره دارد که او اهل شرق آسیا است و احتمالاً به کشورهای چین یا کره تعلق دارد.
چو اولین کسی است که توانست هری را به خود علاقه‌مند کند، با اینکه در میان آن دو شباهت شخصیتی وجود نداشت. علاقه این دو نفر از سال سوم تحصیل هری پاتر در هاگوارتز و اولین دیدار آن دو در مسابقه کوییدیچ گریفنیندور و ریونکلا آغاز شد. چو چانگ در سال بعد با سدریک دیگوری ارتباط عشقی داشت و حتی بعد از مرگ سدریک و ارتباط چو با هری هیچوقت سدریک را فراموش نکرد و این یکی از دلایل جدایی آن دو در پایان سال پنجم تحصیل هری بود.پس از اینکه در کتاب پنجم دوست صمیمی چو ماریتا اجکومب ارتش دامبلدور را لو می‌دهد، رابطه چو و هری هم قطع می‌شود.اگرچه هری بعدها هنوز هم ته دلش چو را دوست داشت.اما پس از آشنا شدن با جینی ویزلی مهر چو از دل هری بیرون می‌رود. چو در جنگ هاگوارتز می جنگد.
نقش چو چانگ را در فیلم‌های هری پاتر کیتی لیونگ ایفا می‌کند. وی در فیلم‌های هری پاتر و جام آتش، هری پاتر و محفل ققنوس، هری پاتر و یادگاران مرگ - قسمت اول و هری پاتر و یادگاران مرگ - قسمت دوم ایفای نقش می‌کند.
رادوین افسرده

## سیموس فینیگان
سیموس فینیگان (به انگلیسی: Seamus Finnigan) شخصیتی خیالی در داستان‌های هری پاتر نوشتهٔ جی. کی. رولینگ است. اولین حضور او در هری پاتر و سنگ جادو است که در خوابگاه هری پاتر قرار می‌گیرد. او هم مانند رون ویزلی یکی از علاقه‌مندان دو آتشهٔ بازی کوییدیچ است. مادر او یک جادوگر و پدرش یک مشنگ است. مادرش و گزارش‌های روزنامهٔ دیلی پرافت از دلایلی هستند که در هری پاتر و محفل ققنوس، سیموس هم جز دستهٔ کسانی قرار می‌گیرد که هری را باور نکرده و فکر می‌کند او در مورد بازگشت لرد ولدمورت خیالات می‌بافد. اما او بعداً از هری عذرخواهی کرده و عضوی از ارتش دامبلدور می‌شود و به طرز عالی در جنگ هاگوارتز می جنگد.پس از جنگ با لاوندر براون ازدواج می‌کند.

## کتی بل
او عضو تیم کوئیدیچ گریفیندور در سال دومش (سال اول هری) است؛ و در سال ششم وارد ارتش دامبلدور شد.اگرچه در هری پاتر و شاهزاده دورگه توسط یک طلسم شوم آسیب دید اما در جنگ هاگوارتز شرکت کرد.

## نویل لانگ‌باتم
نویل لانگ باتم یکی از شخصیت های فیلم هری پاتر است. او در گروه گریفیندور گروهبندی شده و یکی از دوستان هری پاتر است که در یادگاران مرگ سرپرستی ارتش دامبلدور را بر عهده داشت. او در فیلم رفته رفته شجاع تر و قوی تر میشد او هورکراکس اخر وولدمورت یعنی مارش ناگینی را از بین برد و نقش مهمی در جنگ هاگوارتز داشت 

## هانا آبوت
هانا آبوت (به انگلیسی: hannah abbott) یکی از دانش آموزان گروه هافلپاف و از همدوره‌ای‌های هری پاتر می‌باشد. وی با چهره‌ای قرمز کم‌رنگ مانند با موهای بلوند که از پشت بسته شده‌است توصیف شده‌است. در هری پاتر و تالار اسرار او از گفته‌های هم‌خانه خود ارنی مک‌میلان که معتقد بود هری نواده سالازار اسلیترین است تردید داشت. او در مسابقات سه جادوگر مدال «حمایت از سدریک دیگوری/پاتر بوگندو» را به سینه زده بود زیرا او و برخی از هافلپافی‌ها معتقد بودند که هری افتخار حضور در تورنمنت را از دیگوری ربوده‌است. اگر چه او در شرایط خوبی با هری، رون و هرماینی باقی‌مانده بود، در محفل ققنوس او یکی از ارشدهای هافلپاف شد و پس از آن به ارتش دامبلدور پیوست. او بسیار حساس به نظر می‌رسد از جایی که در طول امتحانات سمج دچار شکست عصبی شده بود و مجبور به استفاده از آرامبخش‌های مادام پامفری شده بود.
در شاهزاده دورگه پس از اینکه مادرش توسط مرگ‌خوارها کشته می‌شود از هاگوارتز خارج می‌شود. اما او در کتاب آخر به هاگوارتز برمیگردد و در جنگ شرکت می‌کند. شارلوت اسکوک نقش هانا را در فیلم‌های هری پاتر و سنگ جادو و هری پاتر و جام آتش بازی کرده‌است و به عنوان صداپیشه در بازی هری پاتر و محفل ققنوس حضور داشته‌است.